# Raimundo Padilha
Raimundo Delmiriano Padilha (Fortaleza, 8 de abril de 1899 — Petrópolis, 19 de setembro de 1988) foi um economista e político brasileiro.

## Biografia
Criado pela família na cidade de Santos, no litoral paulista, ainda jovem Raimundo Padilha mudou para a cidade do Rio de Janeiro, a fim de estudar no Colégio Pedro II. Na juventude, conseguiu ingressar na Escola Politécnica, porém largou o curso de engenharia para cuidar da família, após o falecimento de seu pai. Começou a carreira de bancário, na qual fundou o sindicato da categoria.
Ingressou cedo no movimento integralista, chefiando o movimento no estado do Rio de Janeiro após a Intentona Comunista de 1935. Tomou parte do Levante integralista de 1938, ao lado de outros líderes Integralistas, quando foi preso e torturado pela polícia política de Getúlio Vargas.

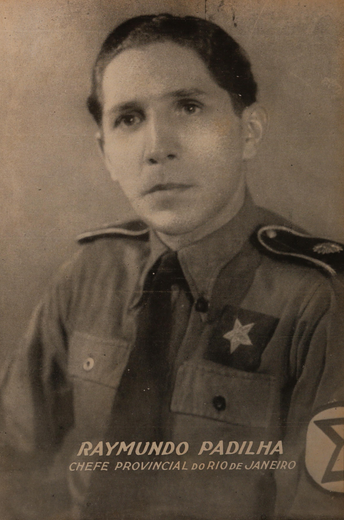
Raimundo Padilha em uniforme integralista, 1937.

Esteve presente em inúmeras manifestações dos camisas-verdes antes do seu encerramento pelo Estado Novo, tendo papel de destaque no Congresso Integralista de Petrópolis. Compôs o Conselho Supremo da Ação Integralista Brasileira, um dos principais órgãos do movimento do Sigma, ao lado de outros intelectuais. Com o exílio de Plínio Salgado em Portugal, em 1939, foi nomeado para substitui-lo na chefia nacional do movimento integralista no Brasil.
Após ser posto em liberdade, em 1944, ajudou a fundar, com Plínio Salgado ainda no exílio, o Partido de Representação Popular (PRP), pelo qual foi eleito suplente de deputado federal em 1950. Em 1952 assumiu o mandato na Câmara dos Deputados no lugar do titular que havia falecido. Se reelegeu em 1954, 1958 e 1962 pela UDN.
Apoiou o golpe militar de 1964 e se reelegeu mais uma vez em 1966, desta vez pela ARENA, o partido de sustentação do governo.
Em 1971 foi indicado pelo presidente Emílio Garrastazu Médici para o cargo de Governador do Estado do Rio de Janeiro. Ao assumir o cargo, em 15 de março, declarou que os Estados, no novo federalismo brasileiro, adquiriram "uma responsabilidade maior: aquela com o todo nacional. A Revolução não consente que as unidades federadas atentem contra a União", o que foi "uma das grandes renovações operadas no organismo nacional". Comprometeu-se com a tarefa de implantar um novo sistema de relações com a União. Logo em seguida, declarou seu propósito de promover "a defesa e a proteção dos direitos fundamentais da pessoa humana". Apesar disso, afirmou a suposta "distinção entre repulsa à violência e necessidade de usar da energia para resguardo dos valores morais e políticos" do golpe de 1964.
Ocupou o Governo do Estado do Rio de Janeiro até 15 de março de 1975, quando da fusão com o estado da Guanabara, projeto ao qual foi contrário. Ao final de seu período de governo, a administração de Raimundo Padilha, como muitas outras na época, foi objeto de reiteradas críticas e censurada pela má aplicação dos recursos públicos. Ficou notável, nesse particular, o aterro marítimo que executou em Niterói e que permaneceu inacabado e sem uso. Seu sucessor, considerando-os desnecessários, demitiu mais de três mil funcionários contratados por Padilha nos últimos momentos de sua gestão. Após o término do seu mandato, retirou-se da vida pública.
Em 12 de dezembro de 2006, o Deputado Elimar Máximo Damasceno (PRONA-SP), pronunciou discurso na Câmara dos Deputados em homenagem ao Governador Raimundo Padilha, traçando sua ampla trajetória na vida pública brasileira.
Do seu casamento, com Mayard Meirelles Padilha, teve nove filhos. Um deles, Moacyr Padilha, foi um destacado jornalista brasileiro, tendo sido por dez anos redator-chefe e diretor do Jornal do Commercio, da cidade do Rio de Janeiro, assim como diretor de jornalismo do jornal O Globo. Outro, Tarcísio Padilha, foi o líder dos filósofos católicos no Brasil e membro da Academia Brasileira de Letras.

## Referências

Em 1974.